# Göran Borg
Göran Borg (* 19. November 1913; † 6. Januar 1997) war ein schwedischer Mathematiker. Er war Professor an der Königlich Technischen Hochschule Stockholm (KTH).
Borg wurde 1945 bei Arne Beurling an der Universität Uppsala promoviert (Eine Umkehrung der Sturm-Liouvilleschen Eigenwertaufgabe: Bestimmung der Differentialgleichung durch ihre Eigenwerte, Acta Mathematica, Band 78, 1946, S. 1–96). 1953 bis zu seiner Emeritierung 1976 war er Professor für Mathematik an der KTH. 1958 bis 1963 war er dort Dekan für Technische Physik und 1967/68 Präfekt der Mathematischen Institute. 1968 bis 1974 war er Rektor der KTH.
1962 wurde er Mitglied der Königlich Schwedischen Akademie für Ingenieurwissenschaften.
Er befasste sich vor allem mit Differentialgleichungen. Er machte schon mit seiner Dissertation über ein inverses Problem in der Theorie der Differentialgleichungen auf sich aufmerksam. Mit Lars-Erik Zachrisson und Germund Dahlquist war er wesentlich an der Gründung eines Instituts für Angewandte Mathematik an der KTH beteiligt und an der Stiftung von Professuren für Systemtheorie und Optimierung. Auch an der Gründung der Universität Linköping war er beteiligt.
Der Audiologe Erik Borg (* 1943), Professor am Karolinska-Institut, war sein Sohn.